# Свети Безсребреници (Сяр)
„Св. св. Безсребреници Козма и Дамян“ или „Свети Врачи“ (на гръцки: Άγιοι Ανάργυροι) е възрожденска православна църква в източномакедонския град Сяр (Серес), Егейска Македония, Гърция. Част е от Сярската и Нигритска епархия на Цариградската патриаршия.
Храмът е построен в източната част на града, в махалата Катаконос (Катаконози). Датата на изграждане на първоначалната църква е неизвестна. Серският летописец поп Синодин пише в 1619 година за енория „Свети Безсребреници“. В надпис в притвора пише, че е построен наново в 1817 година от Димитрий Атанасиу.
| „ | ΕΡΩΤΑΣ ΤΙΝΟΣ ΕΣΤΩΣ ΠΡΟ ΤΩΝ ΠΡΟΘΥΡΩΝ ΑΓΑΣΤΟΣ ΝΑΟΣ ΤΩΝ ΘΕΙΩΝ ΑΝΑΡΓΥΡΩΝ ΑΝΕΚΑΙΝΙΣΘΗ ΘΕΟΥ ΤΗ ΒΟΗΘΕΙΑ ΔΗΜΗΤΡ’ ΑΘΑΝΑΣΙΟΥ ΤΗ ΠΡΟΘΥΜΙΑ ΘΕΟΣ ΟΥΝ ΑΥΤΩ ΠΡΕΣΒΕΙΑ ΤΩΝ ΑΓΙΩΝ ΔΩΗ ΤΗΝ ΣΥΜΠΛΗΡΩΣΙΝ ΤΩΝ ΣΩΤΗΡΙΩΝ. ΕΝ ΠΡΟΠΟΛΕΙ ΞΕΙΝ ΕΙΣΟΡΟΩΝ ΙΕΡΟΝ ΔΟΜΟΝ ΙΣΘΙ ΝΑΟΝ ΑΝΑΡΓΥΡΩΝ ΤΟΝΔΕ Μ’ ΕΥΚΤΙΜΕΝΟΝ ΑΡΧΙΕΡΗΟΣ ΕΠΙ ΧΡΥΣΑΝΘΟΥ ΚΥΔΑΛΙΜΟΙΟ ΤΗ ΔΗΜΗΤΡΙΕΩ ΚΗΔΜΟΣΥΝΗ ΠΥΚΙΝΗ ΑΘΑΝΑΣΙΑ ΔΕΩ ΑΝΔΡΟΣ ΤΥΧΘΕΝΤ’ ΑΓΑΚΛΕΙΤΟΥ ΗΠΕΙΡΟΥ Δ’ ΟΣ ΕΗΝ ΗΓΑΘΕΗΣ ΓΕΓΑΩΣ ΑΩΙΖ (1817). | “ |

Фактът, че храмът е съществувал по-рано се доказва от по-ниското му ниво от нивото на пътя и от разкритите основи на дълбочина от осем метра. Втори надпис върху външния североизточен ъгъл също говори за генерално обновяване на църквата.
| „ | Ο ΘΕΙΟΣ ΟΥΤΟΣ ΝΑΟΣ ΩΚΟΔΟΜΗΘΗ ΦΑΙΔΡΟΣ ΕΚ ΒΑΘΡΩΝ ΠΑΝΥ ΜΕΤΕΚΟΣΜΗΘΗ ΥΠΕΡΘΕΝ ΝΕΥΣΕΙ ΚΑΙ ΘΕΙΑ ΠΡΟΜΥΘΙΑ ΥΠΕΡΜΑΧΙΑ ΓΕΝΝΑΙΑ ΠΡΟΣΤΑΣΙΑ ΔΗΜΗΤΡΙΟΥ ΑΘΑΝΑΣΙΟΥ ΓΟΝΟΥ ΚΛΕΙΝΗΣ ΗΠΕΙΡΟΥ ΠΛΗΡΟΥΣ ΠΕΛΟΝΤΟΣ ΘΕΙΟΥ ΖΗΛΟΥ ΑΠΕΙΡΟΥ ΔΑΠΑΝΗ ΝΑΟΥ Κ’ ΕΝΟΡΙΤΩΝ ΑΠΑΝΤΩΝ ΚΑΙ ΤΩΝ ΜΕΤ ΑΥΤΩΝ ΕΥΣΕΒΩΣ ΣΥΝΤΡΕΞΑΝΤΩΝ ΕΙΣ ΑΙΝΟΝ ΔΟΞΑΝ ΤΟΥ ΘΕΟΥ ΚΑΙ ΣΕΠΤΩΝ ΜΑΡΤΥΡΩΝ ΤΩΝ ΕΝΟΙΚΟΥΝΤΩΝ ΕΝ ΑΥΤΩ ΘΕΙΩΝ ΑΝΑΡΓΥΡΩΝ ΩΝ ΔΩΗ ΑΥΤΟΙΣ Ο ΚΥΡΙΟΣ ΜΟΝΑΣ ΤΑΣ ΑΙΩΝΙΟΥΣ ΤΑΣ ΜΗΠΩ ΠΕΠΛΗΡΩΜΕΝΑΣ ΤΕ ΚΕΙΝΑΣ ΤΑΣ ΑΪΔΙΟΥΣ” ΕΝ ΕΤΕΙ ΧΙΛΙΟΣΤΩ ΟΚΤΑΚΟΣΙΩΣΤΩ ΔΕΚΑΤΩ ΤΕ ΕΒΔΟΜΩ ΕΠΙ ΑΡΧΙΕΡΕΩΣ ΤΕ ΧΡΥΣΑΝΘΟΥ ΤΟΥ ΤΗΛΑΥΓΩΣ ΙΘΥΝΟΝΤΟΣ ΤΑ ΕΝ ΤΩ ΘΕΙΩ ΔΟΜΩ ΠΟΝΗΜΑ ΙΩΑΝΝΟΥ ΔΙΔΑΣΚΑΛΟΥ ΤΟΥ ΕΞ ΑΓΡΑΦΩΝ. | “ |

Трети надпис отново в нартекса ни казва, че само след 50 години църквата е била унищожена от пожар и възстановена изцяло.
| „ | ΕΛΕΩ ΘΕΟΥ ΚΑΙ ΑΝΤΙΛΕΙΨΕΙ ΤΗΣ ΘΕΟΣΤΕΠΤΟΥ ΚΥΡΙΑΡΧΙΑΣ ΤΟΥ ΣΕΒΑΣΜΙΩΤΑΤΟΥ ΠΑΤΡΟΣ ΗΜΩΝ ΚΑΙ ΔΕΣΠΟΤΟΥ ΚΥΡΙΟΥ ΗΜΩΝ ΚΥΡΙΟΥ ΝΕΟΦΙΤΟΥ ΚΑΙ ΕΠΙ ΤΗΣ ΕΠΙΤΡΟΠΙΑΣ ΚΥΡΙΟΥ Χ(ΑΤΖΗ)ΚΩΝΣΤΑΝΤΙΝΟΥ ΧΡΥΣΑΦΗ ΔΙΑ ΔΑΠ(ΑΝ)ΗΣ ΚΑΙ ΓΕΝ/ΝΑΙΑΣ ΣΥΝΔΡΟΜΗΣ ΘΕΟΦΙΛΩΝ ΑΝΔΡΩΝ ΤΕ ΚΑΙ ΓΥΝΑΙΚΩΝ ΚΑΤΑΚΟΝΟΖΛΗΔΩΝ ΑΝΗΓΕΡΘΗ ΕΚ ΒΑΘΡΩΝ Ο ΠΕΡΙΚΑΛΗΣ ΟΥΤΟΣ ΙΕΡΟΣ ΝΑΟΣ ΤΩΝ ΑΓΙΩΝ ΚΑΙ ΘΑΥΜΑΤΟΥΡΓΩΝ ΑΝΑΡΓΥΡΩΝ ΩΝ ΤΟΥ ΤΩΝ ΘΕΟΣΕΒΩΝ ΚΤΙΤΟΡΩΝ ΚΑΙ ΕΙΣ ΜΝΗΜΟΣΥΝΟΝ ΑΙΩΝΙΟΝ ΚΑΙ ΤΩΝ ΑΙΜΝΗΣΤΩΝ. ΣΕΡΡΑΣ ΤΗ 30 ΜΑΪΟΥ 1867. | “ |

Вероятно в същата 1867 година в храма работят българските зографи Христо, Исай, Кузман и Серафим Макриеви. Иконата „Тома Неверни“ (1856) е дело на зографа Яков Мелникли. На икона на Свети Йоан Кръстител, над главата на светеца, положена на тепсия има  полуизтрит кирилски надпис на един ред, почти изцяло унищожен, като се чете с трудност само последните две думи „КРТТЛѦ ГПДНѦ“, тоест КРЬСТИТЕЛѦ ГОСПОДНѦ. На друга икона има надпис с името Воден: „ΔΙΆ / ΣΥNΔРОМНS / КАÌ ΔАПΆNНS TωN / ΛАТРАПΆZIΔωN BOΔENON / ... εrς μνημόσυ(ν)... αυτων... 1868 μαιυ – 20“ (Със съдействието (помощта) и на разноски на... Воден / За спомен ... 1868 май, 20).
Храмът оцелява при големия пожар по време на Междусъюзническата война през юни 1913 година и е запазен във формата си от 1867 година. Реставрация в 1998 година разкрива, че наосът е построен от каменни и тухлени редове, а нартексът само от тухли. Архитектурното му оформление е трикорабна базилика със седловиден покрив с размери 24 m дължина, 14 m ширина и 8 m височина. В средата на вътрешността на покрива има нисък сляп купол, който не излиза през покрива. Шестоъгълната, пететажна, двадесет метра висока камбанария е построена според каменния надпис през 1892 година.
Във вътрешността има 12 колони с 6 m височина. Дървеният таван има геометрични форми. Олтарът има три ниши. Иконостасът е резбован и позлатен, изработен от местни майстори в 1867 година с четири реда икони. От същото време са и владишкият трон и амвонът. Проскинитариите, свещниците и пейките са нови. Има пет кристални полилеи и четири големи свещника – два мраморни и два бронзови от 1871 година. Храмът притежава стотина преносими икони от XIX век, много от които са с висока художествена стойност. Храмът е изписан от 1867 до 1870 година с красиви фрески, които с надписите си дават и ценна информация за серските еснафи.
В 1990 година храмът е обявен за защитен паметник на културата.
- Каменни релефи